# Hirmoneura magdalena
Hirmoneura magdalena är en tvåvingeart som beskrevs av Bernandi 1977. Hirmoneura magdalena ingår i släktet Hirmoneura och familjen Nemestrinidae.
Artens utbredningsområde är Colombia. Inga underarter finns listade i Catalogue of Life.